# Pedro Sarsfield
Pedro Sarsfield y Waters, Conde de Sarsfield (* 28. Dezember 1781 in Ceuta; † 26. August 1837 in Pamplona) war ein spanischer General irischer Abstammung und Vizekönig von Navarra. Er kommandierte während der Napoleonischen Kriege auf der Iberischen Halbinsel eine Infanteriedivision. Danach leistete er militärische Dienste für den spanischen König Ferdinand VII. und wurde im Verlauf des Ersten Carlistenkriegs 1837 von meuternden Truppen ermordet.

## Leben

### Abstammung; frühes Leben
Pedro Sarsfield war ein Nachkomme des bekannten jakobitischen Generals Patrick Sarsfield, 1. Earl of Lucan. Er gehörte zu jenen spanischen Generälen, die Nachfahren der zweiten oder dritten Generation von nach der Schlacht am Boyne (1690) auf die Iberische Halbinsel ausgewanderten Iren waren. Als Sohn des Oberstleutnants Patricio Sarsfield und der Inés Waters entstammte er einer Militärfamilie. Am 19. März 1791 begann er seine kriegerische Laufbahn als Kadett im Infanterieregiment Ultonia und war ein Jahr lang bei der Garnison von Ceuta stationiert. Als der Krieg Spaniens gegen das revolutionäre Frankreich begann, diente er ab Januar 1794 im Regiment von Gipuzkoa, beteiligte sich mit diesem im Juni an der Verteidigung von Irun und trat im August 1794 mit der Armee den Rückzug an. 1795 kämpfte er in Navarra und wurde am 25. März dieses Jahres zum Schützen-Leutnant ernannt. Nach dem Ende des Kriegs war er mit seinem Regiment bis Ende 1798 in Galicien stationiert. Von 1799 bis 1802 versah er als Angehöriger der Garnison von Santa Cruz de Tenerife Kriegsdienste auf den kanarischen Inseln und erreichte im März 1800 den Rang eines Leutnants der Grenadiere. Danach diente er wieder bis 1806 in Galicien und wurde in diesem Jahr zum Kadettenmeister befördert.

### Rolle im Krieg gegen Napoleon
Ab 1808 nahm Sarsfield am Kampf der Spanier gegen die französischen Truppen Napoleons nach deren Einmarsch auf der Iberischen Halbinsel teil. Bereits zu Beginn dieses Krieges stieg er im Juni 1808 in den Rang eines Hauptmanns auf. 1809 nahm er maßgeblich an der Verteidigung von Gerona teil. Für seine dabei gezeigten Verdienste wurde er im September 1809 durch den General Joaquín Blake zum Kommandeur des dritten Bataillons des Regiments des Infanten Don Carlos ernannt. Am 19. Februar 1810 wohnte er dem Gefecht von El Vendrell bei und wurde an der Seite und am rechten Arm verwundet. Am folgenden Tag griff er zusammen mit Georget den Marschall Étienne MacDonald bei Alcover an. Im Juli 1810 erfolgte seine Ernennung zum Befehlshaber des leichten Bataillons von Tarragona. Als MacDonald Anfang des nächsten Jahrs beim Anmarsch auf Lérida mit 12.000 Mann Valls erreichte, griff ein italienischer Kommandant seiner Vorhut, Francesco Orsatelli (genannt Eugenio) am 15. Januar 1811 während der Schlacht von El Pla Sarsfield an, wurde aber von diesem zurückgeschlagen und fiel. MacDonalds General Giuseppe Federico Palombini schloss sich mit seinen Truppen den Überlebenden von Eugenios Brigade an, doch Sarsfield attackierte ihn und besiegte beide italienische Einheiten. Am 1. Februar wurde Sarsfield zum Brigadegeneral erhoben. Während der Belagerung von Figueras brachte er im Mai Hilfstruppen für die eingeschlossenen Spanier. Im Juni nahm er an der Verteidigung von Tarragona teil, wobei er die Forts der Marine befehligte. Dabei kam er mit dem Oberkommandierenden, dem Marqués von Campoverde, in Konflikt. Noch vor dem Sturmangriff des französischen Generals Louis Gabriel Suchet verließ er die Stadt. Am 5. Dezember 1811 rückte er zum Divisionsgeneral auf.
Am 18. Januar 1812 kämpfte Sarsfield in einem blutigen Gefecht gegen den General Charles Matthieu Isidore Decaen bei Sant Feliu de Codines, stürzte dabei vom Pferd und wäre fast in französische Gefangenschaft geraten. Im nächsten Monat drang er in Frankreich ein, eroberte Tarascon und zog beutebeladen wieder nach Puigcerdà ab. Ende Mai nahm er an Kämpfen bei Molins de Rei teil. Nach seiner Ernennung zum Generalkommandanten von Aragonien besetzte er am 28. September 1812 Barbastro und blieb dort bis Mai 1813. In diesem Jahr standen seine Truppen als Teil der zweiten Armee unter dem Oberkommando von Francisco Javier de Elío. Nach dem Abzug der Franzosen aus Tarragona rückte er mit seinen Soldaten am 19. August 1813 in diese Stadt ein. Anfang 1814 wurde er Oberbefehlshaber der Barcelona blockierenden Truppen und nach Ende der Napoleonischen Kriege am 7. Juli 1814 Gouverneur dieser Stadt und der zugehörigen Provinz.

### Im Dienst von Ferdinand VII. von Spanien
Sarsfield stand nun loyal zu König Ferdinand VII. Als er sich von einem Beinbruch in den Bädern von Caldetas auskurierte, erhielt er im September 1818 das Kommando über eine der Divisionen der Armee der Überseegebiete. 1819 vereitelte er mit dem General Enrique José O’Donnell ein Komplott zur Wiederherstellung der liberalen Verfassung von Cádiz. Dafür wurde er am 13. Juli 1819 zum Generalleutnant befördert. Als dennoch im Januar 1820 die Verfassung von Cádiz – und diesmal mit Erfolg – neu proklamiert wurde, weigerte sich Sarsfield, der sich in Jerez de la Frontera befand, den Eid auf diese Konstitution abzulegen. Während des Trienio Liberal wurde er im März 1821 auf Befehl der Regierung unter dem ersten Staatssekretär Eusebio Bardají Azara in Barcelona verhaftet und zuerst nach Mallorca, dann nach Ibiza verbannt. Nach seiner Freilassung begab er sich nach Palamós, wo er bis April 1823 lebte. Während der Französischen Invasion in Spanien ergab sich Sarsfield am 9. Juli 1823 dem Marschall Bon-Adrien-Jeannot de Moncey, der das 4. Korps der französischen Interventionstruppen befehligte. Er fungierte als Generalleutnant unter dem Befehl von Joaquín Ibáñez, Baron de Eroles und war nach der Kapitulation Barcelonas bis Mai 1824 Kommandant dieser Stadt. Im September 1824 erfolgte seine Ernennung zum Generalkapitän von Galicien, konnte dieses Amt aber aus Gesundheitsgründen nicht antreten. Nach dem Tod des portugiesischen Königs Johann VI. übertrug Ferdinand VII. 1827 Sarsfield den Oberbefehl über das Observationskorps zur Überwachung der portugiesischen Grenze. Von November 1827 bis Oktober 1832 stand Sarsfield an der Spitze der Regierung von Tarragona. Anschließend wurde er zunächst Generalkapitän der Provinz Extremadura sowie im Mai 1833 von Navarra. Da sich gegen Ende der Regierung Ferdinands VII. dessen Bruder Carlos María Isidro de Borbón in Portugal aufhielt und die Thronfolge Isabellas II. nicht anerkannte, sondern selbst Nachfolger als spanischer König werden wollte, übernahm Sarsfield im Juli 1833 erneut das Kommando über das Observationskorps an der portugiesischen Grenze.

### Teilnahme am Ersten Carlistenkrieg; Tod
Nach dem Tod Ferdinands VII. (29. September 1833) und dem Beginn des Ersten Carlistenkriegs entschied Sarsfield sich für die Partei von dessen Witwe, der Regentin Maria Christina von Bourbon-Sizilien und deren Tochter, der zur Königin ausgerufenen kleinen Isabella II. Er wurde von seinem bisherigen Posten abberufen und von der portugiesischen Grenze nach Norden abgeschickt, um einen zugunsten von Don Carlos in Biskaya ausgebrochenen Aufstand zu unterdrücken. Auch wurde er Vizekönig von Navarra. Er zog langsam nordwärts, erreichte am 11. November Burgos und besetzte am 21. November nach einem glücklichen Gefecht Vitoria und am 25. November 1833 Bilbao ohne Widerstand. Später übernahm von ihm Jerónimo Valdés den Oberbefehl über die Nordarmee. Am 29. September 1834 verlieh ihm die Regentin den Grafentitel. 1835 wurde er, nachdem General Valdés unglückliche Gefechte geliefert hatte, wieder zum Oberbefehlshaber der Nordarmee ernannt. Da auch er nicht den Krieg beenden konnte, ging der eigentliche Befehl der Armee wieder in andere Hände über. Sarsfield blieb in Pamplona als Vizekönig von Navarra zurück, ohne viel Anteil an den Kriegsoperationen zu nehmen, woran ihn sein höheres Alter und seine geschwächte Gesundheit hinderten. Als sich im August 1837 einzelne spanische Truppen gegen die Generäle empörten, meuterten am 26. August dieses Jahres auch zwei Bataillone in Pamplona und erstachen Sarsfield mit einem Bajonett. Auch sein Adjutant Mendivil und andere Offiziere wurden ermordet. Sarsfields Tod wurde von Baldomero Espartero durch Hinrichtungen und andere Strafmaßnahmen gegen die aufrührerischen Truppen gerächt.